# Alestorm
Gli Alestorm sono un gruppo musicale folk/power metal scozzese originario di Perth.
Hanno definito il loro genere musicale come True Scottish Pirate Metal, a testimonianza della prevalenza di tematiche piratesche all'interno dei loro testi.

## Storia del gruppo

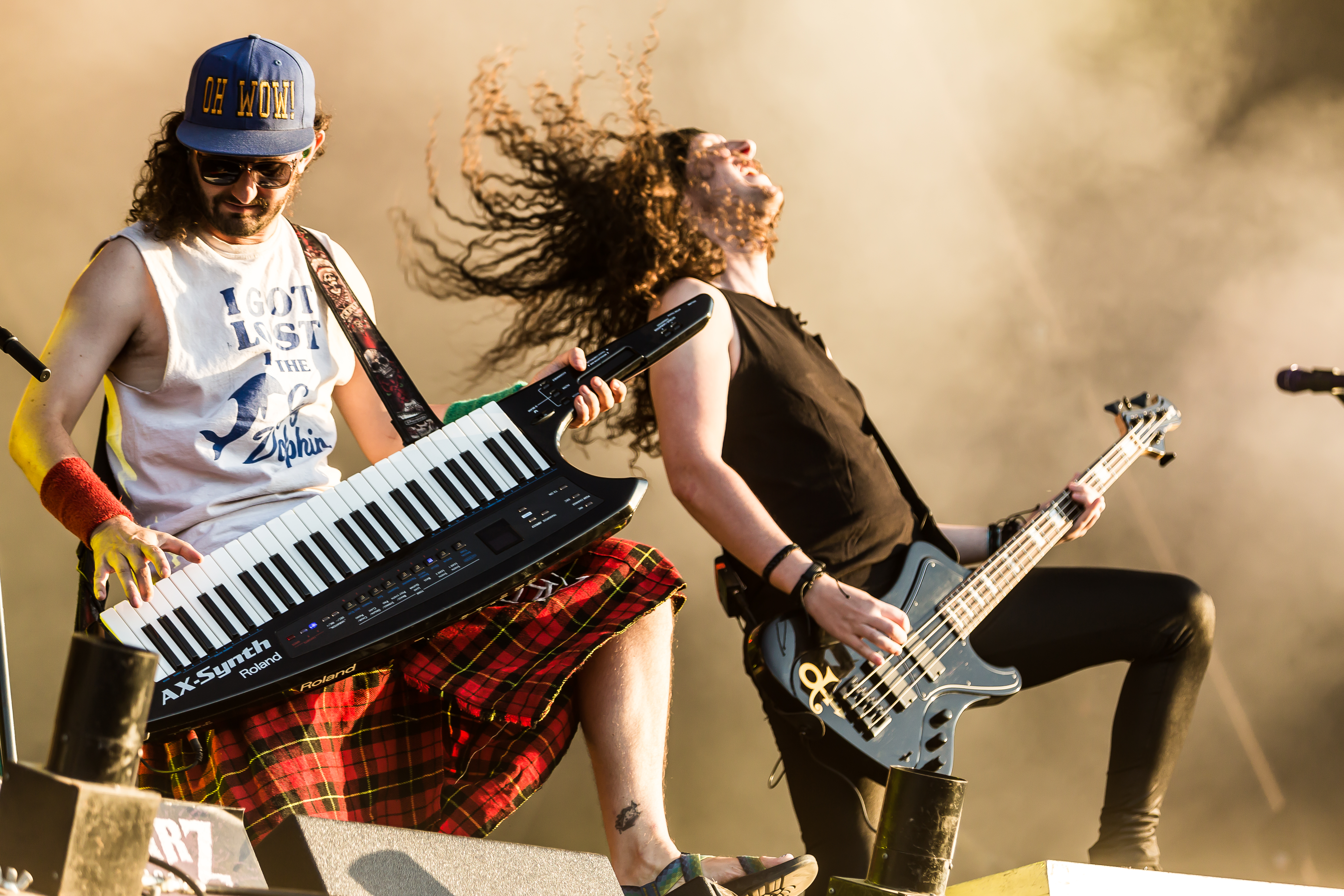
Christopher Bowes e Gareth Murdock al Rockharz Open Air 2018

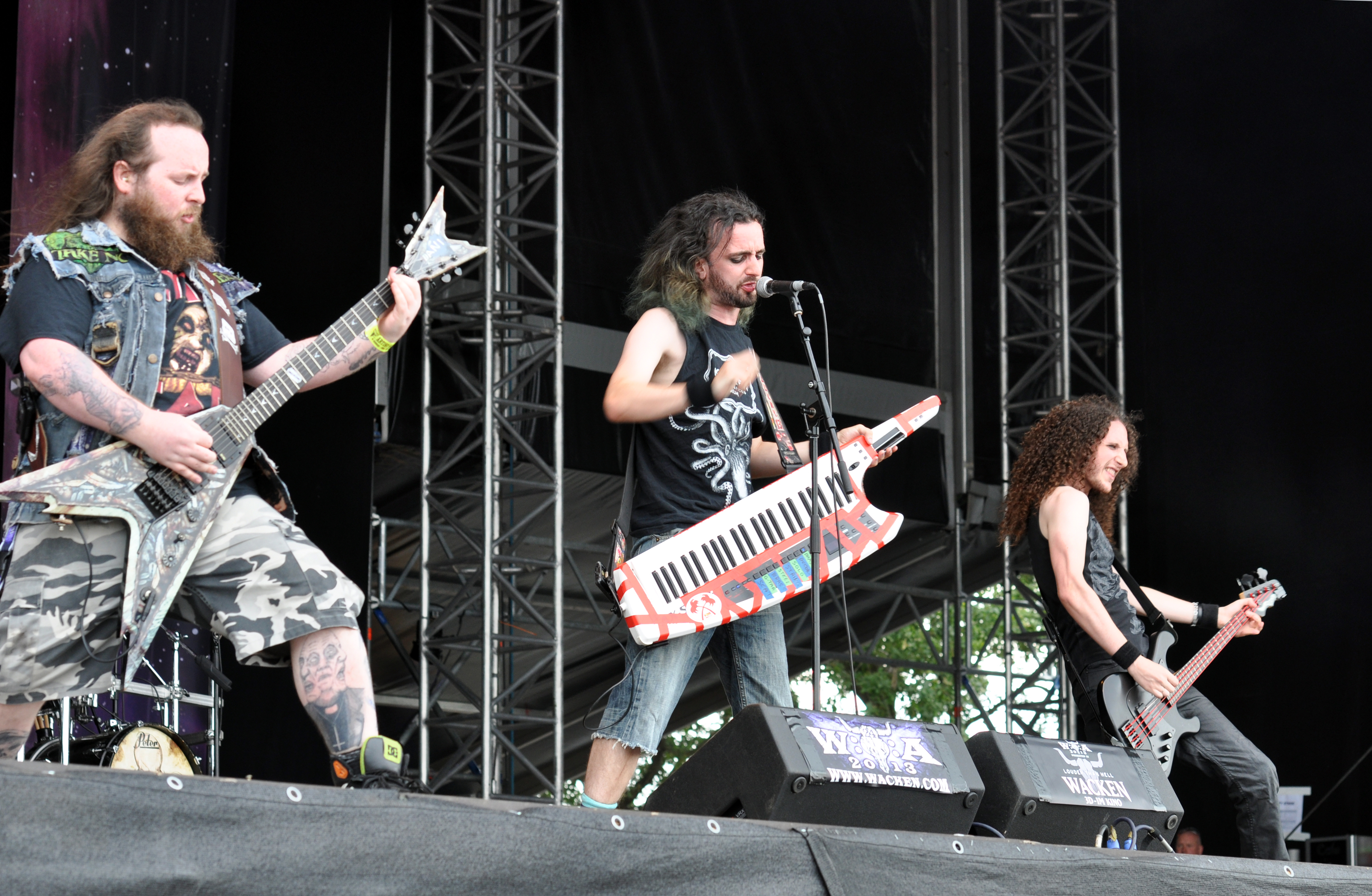
Dani Evans, Christopher Bowes e Gareth Murdock al Wacken Open Air 2013

Il gruppo nacque sotto il nome di Battleheart nel 2004, cambiandolo poi in quello attuale nell'agosto 2007, a seguito dell'offerta di un contratto discografico da parte della Napalm Records.
Nel 2008 è uscito il primo album del gruppo, intitolato Captain Morgan's Revenge e distribuito dalla Napalm. Nello stesso anno gli Alestorm hanno partecipato al Metal Camp insieme a gruppi come In Flames, Wintersun e Amon Amarth. Il batterista Ian Wilson ha lasciato gli Alestorm per via dei troppi impegni legati alle attività della band. Dopo un breve periodo di incertezza sul successore del batterista scozzese, Wilson torna a suonare con gli Alestorm. Ma la formazione sarà destinata a mutare ancora: il 14 settembre è infatti il chitarrista Gavin Harper a lasciare, affermando che la scelta è dovuta a motivi personali e divergenze con alcuni membri del gruppo.
Nel maggio 2009 esce Black Sails at Midnight. Nel giugno 2011 esce Back Through Time in cui è presente come bonus track la cover del brano You are a Pirate tratta dal programma televisivo Lazy Town.
Nel gennaio 2013 gli Alestorm si sono esibiti in Australia e in Nuova Zelanda, dove hanno filmato il loro primo DVD. Quest'ultimo, intitolato Live at the End of the World, è stato pubblicato il 15 novembre dello stesso anno.
Il 16 aprile 2014 il gruppo ha annunciato il quarto album in studio Sunset on the Golden Age, pubblicato il 1º agosto 2014 dalla Napalm Records. Tre anni più tardi è uscito il quinto album No Grave But the Sea.
Il 29 maggio 2020 pubblicano il loro sesto album Curse of the Crystal Coconut.
Il 24 giugno 2022 è la volta del loro settimo album, intitolato Seventh Rum of a Seventh Rum.

## Formazione

### Attuale
- Christopher Bowes – voce (2006-presente), keytar (2004-presente), tastiera (2004-2011)
- Máté "Bobo" Bodor – chitarra, cori (2015-presente)
- Gareth Murdock – basso, cori (2008-presente)
- Elliot Vernon – tastiera, cori (2011-presente)
- Pete Alcorn – batteria (2010-presente)

### Ex componenti
- Robin Hellier – voce (2004-2006)
- Tom Mitchell – chitarra (2004)
- Gavin Harper – chitarra (2004-2008)
- Tim Shaw – chitarra (2008)
- Dani Evans – chitarra (2008-2015), basso (2004-2008)
- Stuart Finnie – basso (2004)
- Jason Heeny – basso (2004-2006)
- Graham Motion – batteria (2004-2006)
- Doug Swierczek – batteria (2006-2007)
- Ian Wilson – batteria (2007-2008, 2008-2010)
- Alex Tabisz – batteria (2008)

### Turnista
- James Foote – chitarra
- Micha Wagner – batteria (session man in Captain Morgan's Revenge)

## Discografia

### Album in studio
- 2008 – Captain Morgan's Revenge
- 2009 – Black Sails at Midnight
- 2011 – Back Through Time
- 2014 – Sunset on the Golden Age
- 2017 – No Grave But the Sea
- 2020 – Curse of the Crystal Coconut
- 2022 – Seventh Rum of a Seventh Rum
- 2025 – The Thunderfist Chronicles

### Album dal vivo
- 2013 – Live at the End of the World
- 2021 – Live in Tilburg

### EP
- 2006 – Battleheart (pubblicato come Battleheart)
- 2006 – Terror on the High Seas (pubblicato come Battleheart)
- 2008 – Leviathan
- 2016 – Skalstorm (con gli Skálmöld)
- 2020 – The Treasure Chest EP
- 2024 - Voyage Of The Dead Marauder

### Singoli
- 2008 – Heavy Metal Pirates
- 2009 – Keelhauled
- 2011 – Shipwrecked
- 2011 – Death Throes of the Terrorsquid

### Partecipazioni
- 2007 – Battle Metal V (pubblicata con Metal Hammer)
- 2008 – Battle Metal VI (pubblicata con Metal Hammer)